# Obciążenie fizyczne
Obciążenie fizyczne – układ sił zewnętrznych, działających na ciało lub element konstrukcyjny. Wyróżnia się np. obciążenia:
- statyczne – działanie sił o niezmiennych w czasie wartościach, kierunkach i punktach przyłożenia względem danego ciała,
- dynamiczne – gwałtowne działanie sił zewnętrznych lub siły bezwładnościowe powstające wskutek przyspieszenia masy ciała.